# Kukuljani
Kukuljani su naselje u Hrvatskoj u općini Jelenju. Nalaze se u Primorsko-goranskoj županiji.

## Zemljopis
Nalazi se u gornjem toku rijeke Rječine, na objema obalama. Jugoistočno su Zoretići, Trnovica, Brnelići, Milaši, Ratulje, Martinovo Selo, Lubarska, Jelenje i Baštijani. Jugozapadno su Marčelji, jugozapadno su Ronjgi i Saršoni.

## Povijest
Početkom 20. stoljeća javile su se zamisli o iskorištavanju vodotoka Rječine radi proizvodnje električne energije. Bila je zamišljena akumulacija Zoretići, no kako bi taj zahvat značio potapanja pedesetak kuća u Kukuljanima, odustalo se od te lokacije pa se kao drugo rješenje razmatralo izgraditi akumulaciju Kukuljani koja bi se nalazila nešto uzvodno od zamišljene akumulacije Zoretića, a obujam ove akumulacije bio bi 8,0 mil m3. Projekt nije realiziran.

## Stanovništvo
| broj stanovnika |       |       | 233   | 228   | 255   | 255   |       |       | 116   | 127   | 122   | 119   | 101   | 81    | 82    | 87    | 90    |
|                 | 1857. | 1869. | 1880. | 1890. | 1900. | 1910. | 1921. | 1931. | 1948. | 1953. | 1961. | 1971. | 1981. | 1991. | 2001. | 2011. | 2021. |